# Flor Peeters
Flor Peeters (ur. 4 lipca 1903 w Tielen, zm. 4 lipca 1986 w Antwerpii) – belgijski kompozytor, organista i pedagog.

## Życiorys
W latach 1919–1923 uczył się w Lemmensinstitut w Mechelen, gdzie jego nauczycielami byli Lodewijk Mortelmans (kompozycja), Jules Van Nuffel (chorał gregoriański) i Oscar Depuyd (organy). Od 1923 roku pełnił funkcję drugiego, a od 1925 roku pierwszego organisty w katedrze św. Rumolda w Mechelen. Od 1923 roku uczył też gry na organach w Lemmensinstitut. Od 1931 do 1938 roku był wykładowcą konserwatorium w Gandawie. W latach 1935–1948 wykładał w konserwatorium w Tilburgu, a w latach 1948–1968 w konserwatorium w Antwerpii, którego w latach 1952–1968 był dyrektorem. Od 1968 do 1985 roku prowadził w Mechelen mistrzowskie kursy gry na organach.
Koncertował w licznych krajach, wykonując dzieła muzyki dawnej i współczesnej oraz swoje własne kompozycje. W 1968 roku został odznaczony komandorią Orderu Świętego Grzegorza Wielkiego. W 1971 roku otrzymał z rąk króla Baldwina I krzyż wielkiego oficera Orderu Leopolda i tytuł barona. Doktor honoris causa Katolickiego Uniwersytetu Ameryki w Waszyngtonie (1962) i Katolieke Universiteit w Leuven (1971).

## Twórczość
Należał do najwybitniejszych belgijskich twórców muzyki organowej, napisał kilkaset utworów na organy, od łatwych dzieł o przeznaczeniu praktycznym po duże dzieła wirtuozowskie. Tworzył także kompozycje religijne na chór i organy. Utwory Peetersa cechują się płynną linią melodyczną, widoczne są w nich nawiązania do chorału gregoriańskiego i flamandzkiej muzyki ludowej. Jego twórczość odznacza się użyciem zróżnicowanych technik kontrapunktycznych, polirytmią i dysonansową harmonią, często politonalną.
Skomponował m.in. następujące utwory na organy: Passacaglia and Fugue (1938), Sinfonia (1940), Koncert organowy (1944), Lied Symphony (1948), 30 Short Chorale Preludes (1959), 213 Hymn Preludes for the Liturgical Year (1959–1967). Był też autorem prac Anthologia pro organo (4 tomy, Bruksela 1949–1959), Ars organi (3 tomy, Bruksela 1952–1954) i Little Organ Book (Boston 1957).